# Иоссер (посёлок)
Иоссер (коми Йоссер) — посёлок в Княжпогостском районе Республики Коми России. Административный центр сельского поселения Иоссер.

## География
Посёлок находится в западной части Республики Коми, в пределах Вычегодско-Мезенской равнины, на левом берегу реки Иоссер, на расстоянии примерно 75 км (по прямой) к северо-востоку от Емвы, административного центра района. Абсолютная высота — 137 м над уровнем моря.
Климат
Климат характеризуется как умеренно континентальный, с продолжительной умеренно морозной многоснежной зимой и коротким прохладным летом. Среднегодовая температура воздуха составляет −0,6 °С. Средняя температура воздуха самого тёплого месяца (июля) составляет 15,6 °C; самого холодного (января) — −16,2 °C. Среднегодовое количество атмосферных осадков составляет 608 мм.
Часовой пояс
Иоссер, как и вся Республика Коми, находится в часовой зоне МСК (московское время). Смещение применяемого времени относительно UTC составляет +3:00.

## Население
| 1989 | 2002 | 2010 |
| ---- | ---- | ---- |
| 492  | ↘328 | ↘217 |

Гендерный состав
По данным Всероссийской переписи населения 2010 года в гендерной структуре населения мужчины составляли 45,2 %, женщины — соответственно 54,8 %.
Национальный состав
Согласно результатам переписи 2002 года, в национальной структуре населения русские составляли 82 % из 328 чел.